# Иккельзамер, Валентин
Валентин Иккельзамер (нем. Ickelsamer; ок. 1500 года, Ротенбург-на-Таубере — 1547, Аугсбург) — немецкий писатель XVI века.
Увлеченный учениями Карлштадта и Мюнцера, Иккельзамер в 1525 году принял участие в крестьянском восстании во Франконии. В защиту восставших им была написана несохранившаяся брошюра «Klage der christlichen Brüderschaft wider den wittenbergischen Geist». После восстания он поселился в Эрфурте, вёл богословские диспуты с Юстом Мением, но затем примирился с Лютером. Он составил первую немецкую грамматику, изданную в 1527 году. Помимо этого им написана замечательная для своего времени книга по педагогике: «Von Wandel u. Leben der Christen etc.» (Эрфурт, 1529). Грамматику переиздали Kohler (Фрейбург, 1881) и Fechner (Berlin, 1882), с исследованием об Иккельзамере.